# Joseph Ruben
Joseph Ruben (* 10. Mai 1950 in Briarcliff Manor, New York) ist ein US-amerikanischer Filmregisseur und Drehbuchautor. 

## Leben
Bevor er als Regisseur tätig wurde, studierte er an der University of Michigan Film und Theater. An der Brandeis University machte er seinen Abschluss. 
Sein Debüt als Regisseur, Drehbuchautor und Filmproduzent gab er 1974 mit dem Film The Sister in Law. Zwei Jahre später inszenierte er den Jugendfilm Mach mich nicht an!, für den er ebenfalls das Drehbuch verfasst hatte. Anfangs nur auf Komödien konzentriert, drehte er mit Dreamscape – Höllische Träume 1984 seinen ersten Horrorfilm, danach folgten vor allem Thriller.

## Filmografie (Auswahl)
Regie
- 1974: The Sister in Law
- 1976: Mach mich nicht an! (The Pom Pom Girls)
- 1977: Joyride
- 1978: High School-Träume (Our Winning Season)
- 1980: Im Sommercamp ist die Hölle los (Gorp)
- 1984: Dreamscape – Höllische Träume (Dreamscape)
- 1987: The Stepfather
- 1989: Das dreckige Spiel (True Believer)
- 1991: Der Feind in meinem Bett (Sleeping with the Enemy)
- 1992: Das zweite Gesicht (The Good Son)
- 1995: Money Train
- 1998: Für das Leben eines Freundes (Return to Paradise)
- 2004: Die Vergessenen (The Forgotten)
- 2013: Das Penthouse (Penthouse North)
- 2017: Der Offizier: Liebe in Zeiten des Krieges (The Ottoman Lieutenant)

Drehbuch
- 1974: The Sister in Law
- 1976: Mach mich nicht an! (The Pom Pom Girls)
- 1977: Joyride
- 1984: Dreamscape – Höllische Träume (Dreamscape)